# Bantua dispar
Bantua dispar är en kackerlacksart som först beskrevs av Hermann Burmeister 1838.  Bantua dispar ingår i släktet Bantua och familjen jättekackerlackor. Inga underarter finns listade.